# Eurico
Eurico (del gótico Aiwareiks, en latín Euricus; c. 440-484) fue rey de los visigodos desde 466 al 484; después de asesinar a su hermano Teodorico II.

## Biografía
Era hijo de Teodorico I y de Atanachildis, hija de Alarico I, le sucedería a su muerte su hijo, Alarico II. Se casó con Ragnahilda, que fue, lo más probable, hija de Chilperico I de Burgundia y de su esposa Caretena, y no de Meroveo, rey de los francos como han afirmado algunos historiadores. 
El reinado de Eurico coincidió con la disolución del Imperio romano de Occidente, al ser destronado el último emperador Rómulo Augústulo en 476. Los visigodos habían firmado un foedus con Roma en el 418, en virtud del cual se habían convertido en federados del Imperio y se les había permitido asentarse en el sur de las Galias. Este rey no reconoció a Odoacro, dux Italiae (duque de Italia), e independizó definitivamente el reino visigodo.
Se apoderó de diversos territorios de las Galias e Hispania. Guerreó en las Galias contra los francos y sajones. Fue su reino, en su tiempo, el más poderoso e influyente de Europa Occidental. Su corte residía en Toulouse, aunque nominalmente en Arlés. Pero fue sobre todo Toulouse la ciudad que tuvo la categoría de lo que ahora consideramos como capital del reino. La historiografía española lo menciona como Reino de Tolosa y abarcaba una gran extensión de la península ibérica (salvo la región de Galicia y el norte de Portugal, controlada por los suevos, y el norte, donde aún se mantenían independientes los ástures y los vascones) y gran parte de la Galia al oeste del Rin y al sur del Loira. En el Puente romano de Mérida puede leerse una inscripción en latín en que se reconoce la reconstrucción del puente llevada a cabo por este monarca, que es caracterizado como geta, sinónimo de godo: nunc tempore potentis getarum Eurici regis.
Según la Historia Gothorum y la Chronica Caesaraugustana, en 472 envió  al comes Gauterico a tomar Pamplona y Zaragoza y algunas ciudades cercanas. Otro comes, Eldefredo, conquistó Tarraco en el año 474.
Según la Historia General de España del Padre Juan de Mariana, obra antigua, previa al desarrollo de la moderna historiografía, Eurico mantuvo unas creencias arrianas beligerantes con acciones anticatólicas que llevaron al desamparo de los templos.
Fue un rey que demostró un gran talento político. Publicó un cuerpo legal de derecho visigodo, el Codex Euricianus o Código de Eurico.